# Ed Shearmur
Edward Shearmur (n. 28 de febrero de 1966; Londres, Reino Unido), también acreditado como Ed Shearmur, es un compositor inglés de bandas sonoras de películas. Ganador del Premio Emmy en 2006. Ha trabajado en la banda sonora de películas como Crueles intenciones (1999), Miss Congeniality (2000), The Sweetest Thing (2002), The Skeleton Key (2005) o Abduction (2011), entre otras.

## Biografía
Edward Shearmur nació el 28 de febrero de 1966 en Londres, Reino Unido. Empezó a la edad de siete años a cantar en el coro de la Westminster Abbey. También estudió en la Royal College of Music. En 2004 fue nominado como «mejor compositor del año» por la International Film Music Critics Association. En el año 2005 fue invitado a formar parte de la Academia de Artes y Ciencias Cinematográficas.

## Filmografía parcial
| Año  | Película                              |
| ---- | ------------------------------------- |
| 2011 | Abduction                             |
| 2010 | Furry Vengeance                       |
| 2009 | Guerra de novias                      |
| 2008 | Righteous Kill                        |
| 2008 | Passengers                            |
| 2007 | Epic Movie                            |
| 2005 | Derailed                              |
| 2004 | Sky Captain and the World of Tomorrow |
| 2004 | Laws of Attraction                    |
| 2003 | Johnny English                        |
| 2002 | The Sweetest Thing                    |
| 2001 | K-Pax                                 |
| 2000 | Miss Congeniality                     |
| 1999 | Crueles intenciones                   |

## Premios
Premios Emmy
| Año  | Categoría                         | Programa          | Resultado |
| ---- | --------------------------------- | ----------------- | --------- |
| 2006 | Mejor música de un tema principal | Masters of Horror | Ganador   |